# Taenaris pamphaga
Taenaris pamphaga är en fjärilsart som beskrevs av Kirsch 1877. Taenaris pamphaga ingår i släktet Taenaris och familjen praktfjärilar. Inga underarter finns listade i Catalogue of Life.